# مامادو أليو كيتا
مامادو أليو "نجو ليا" كيتا (1 يناير 1952 – 11 أبريل 2004) كان لاعب كرة قدم غيني لعب كمهاجم لفريق هافيا ومنتخب غينيا الوطني.

## مسيرته الدولية
سجل كيتا 22 هدفا في 31 مباراة مع منتخب غينيا، واعتبارا من 26 مارس 2021 هو رابع أفضل هداف في تاريخ الفريق. كان هداف كأس الأمم الإفريقية 1976.

## موته
توفي كيتا في 11 نوفمبر 2004 في كوناكري بسبب سكتة قلبية.

## روابط خارجية
- RSSSF Profile
- مامادو أليو كيتا على فرق كرة القدم الوطنية.كوم